# Coseley
Coseley è una località della contea delle West Midlands, in Inghilterra.